# Flugmodell und Technik
Die Flugmodell und Technik (FMT) ist eine monatlich erscheinende deutschsprachige Fachzeitschrift für den Flugmodellbau. Sie wird vom Verlag für Technik und Handwerk neue Medien (VTH) in Baden-Baden herausgegeben und bezeichnet sich als traditionsreichstes Modellbau-Magazin in Europa.

## Geschichte
Die erste Ausgabe der FMT entstand 1952 als Modell-Technik und Sport, herausgegeben von Alfred Ledertheil. Sein 1946 gegründeter Verlag für Technik und Handwerk befand sich seinerzeit in Augsburg. Erscheinen und Anzahl der Zeitschriften orientierten sich nicht an einem festen Terminplan, sondern an der schwierigen Verfügbarkeit von Papier im Nachkriegsdeutschland. Bis 1954 publizierte Alfred Ledertheil insgesamt acht Ausgaben. Erst ab 1955 kam ein regelmäßiger Erscheinungsrhythmus zustande, mit zunächst sechs Magazinen im Jahr.
In den 1950er und 1960er Jahren war der Selbstbau die hauptsächliche Methode, um an ein Flugmodell zu kommen. Daraus folgte die inhaltliche Ausrichtung der noch jungen Zeitschrift: Tipps und Tricks zum Bau von Flugmodellen. Ein bis heute gültiges Alleinstellungsmerkmal der FMT ist der Bauplan zum Nachbau eines Flugmodells, der seit der ersten Ausgabe beiliegt.
1956 zog der Verlag und damit die Modell-Technik und Sport von Augsburg nach Baden-Baden um. Mit der Januar-Ausgabe 1957 (Folgenummer 21) wurde die Zeitschrift umbenannt in Flug+modell-technik. Die Abkürzung FMT entwickelte sich im Sprachgebrauch erst Jahre später. Und obwohl der Begriff Flug nun explizit auf dem Titel stand, kamen immer wieder Berichte über Modellschiffe und andere Modellbau-Sparten vor, für die es noch keine eigene Zeitschrift gab. Mit der Entstehung eigener Fachzeitschriften für die weiteren Modellbau-Sparten, konzentrierte sich die FMT ab den 1970er Jahren ausschließlich auf den Flugmodellbau. Im Jahr 1978 verkaufte Alfred Ledertheil den VTH an den Egmont-Verlag, der ihn später an die Zeitungsgruppe WAZ (heute Funke Mediengruppe) veräußerte.
2012 ging der Verlag mit der FMT an eine private Investorengruppe und firmierte unter Verlag für Technik und Handwerk neue Medien. Mit einem Festakt feierte der Baden-Badener Verlag 2016 sein 70-jähriges Jubiläum und das 65-jährige Bestehen der FMT.

## Themen
Die Zeitschrift FMT deckt mit Motorflug, Segelflug, Foamies, Jets und Coptern alle Sparten des Flugmodellbaus ab. Neuheiten werden aktuell recherchiert und vorgestellt, Produkte getestet und die Wettbewerbsszene mit Reportagen begleitet. Traditionell großen Raum nehmen baupraktische Themen ein, mit Workshops, Porträts besonderer Eigenbauten und Artikeln, die die monatliche Bauplanbeilage begleiten. Flankiert wird die FMT durch Sonderhefte, ein Fachbuch und mit über 2500 Plänen in einem Bauplanprogramm.
Parallel zu seinen Bauplänen bietet der Verlag Frästeilesätze und Bausätze von Flugmodellen an. Erhältlich ist die Zeitschrift FMT gedruckt direkt ab Verlag, im Bahnhofsbuchhandel, am Kiosk, sowie digital auf verschiedenen Plattformen. Zielgruppe der Zeitschrift sind alle Flugmodellbauer, vom Einsteiger bis zum Experten.
Gemeinsam mit Partnern aus der Industrie engagiert sich die FMT intensiv in der Jugendförderung.